# Universitatea Apollonia
Universitatea Apollonia e o universitate privată din Iași. A fost înființată în anul in 1991, și numită în onoarea Sfintei Apoloniei.

## Înființarea
A fost înființată în iarna anului 1991, când mai mulți membri ai Fundației „Sfânta Apollonia” au hotărât fondarea unei instituții academice.Sediul universității a fost instalat la începutul străzii Ștefan cel Mare, la numărul 2, imediat lângă Piața Unirii. Președintele de atunci al fundației omonime a propus ca universitatea să se numească Apollonia după numele sfintei care este considerată protectoarea bolnavilor cu suferințe dentare și a celor care îi îngrijesc pe aceștia.

## Facultăți
Instituția și-a deschis porțile cu scopul pregătirii de medici stomatologi, tehnicieni dentari și asistenți medicali. Pe parcursul activității a mai fost autorizată o Facultate de Relații Publice și Științe ale Comunicării cu două secțiuni : Jurnalism și de Comunicare și Relații publice. Începând cu anul universitar 2010 - 2011, în cadrul Facultății de Medicină Dentară funcționeaza și specializările Balneofiziokinetoterapie și recuperare și de Asistență medicală generală.Diplomele de licență ale absolvenților Universității "APOLLONIA" sunt recunoscute oficial de către Ministerul Învățământului conform legii nr. 148/12.VI. 2002